# Liste der Kulturdenkmale in Niederspaar

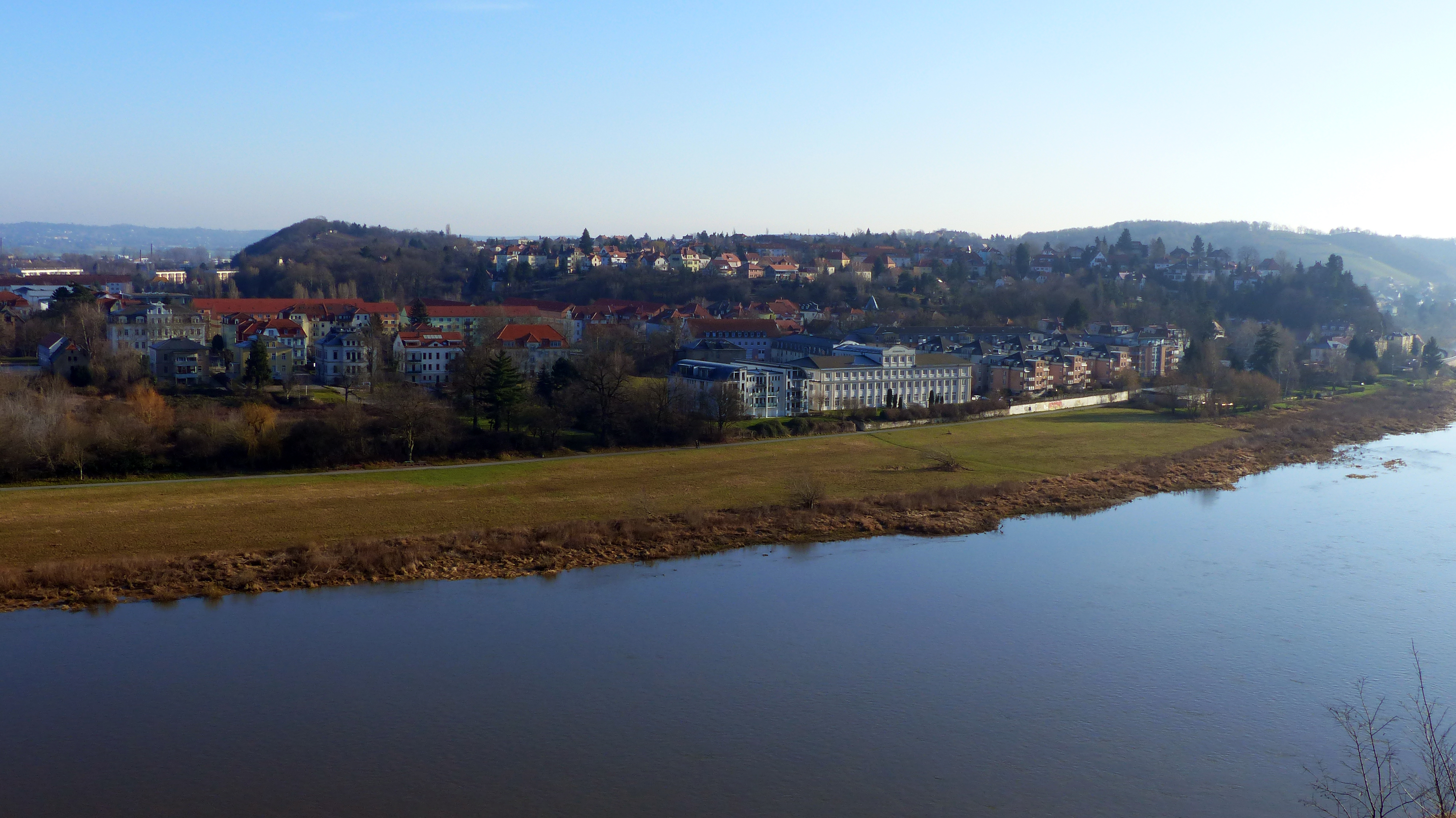
Blick auf die Stadtteile Niederspaar und Oberspaar

In der Liste der Kulturdenkmale in Niederspaar sind die Kulturdenkmale der im Südosten der Stadt Meißen am rechten Ufer der Elbe gelegenen Gemarkung Niederspaar verzeichnet, die bis Februar 2021 vom Landesamt für Denkmalpflege Sachsen erfasst wurden (ohne archäologische Kulturdenkmale). Die Anmerkungen sind zu beachten.
Diese Aufzählung ist eine Teilmenge der Liste der Kulturdenkmale in Meißen.

## Liste der Kulturdenkmale in Niederspaar
| Bild           | Bezeichnung | Lage                            | Datierung                                                           | Beschreibung | ID       |
| -------------- | --- | ------------------------------- | ------------------------------------------------------------------- | --- | -------- |
|                | Posthalterei und Ausspanne (Nr. 49) mit einem Bau an der Straße sowie Wohnhaus (Nr. 51) in offener Bebauung, Einfahrt mit verschiedenen Torsäulen zur Dresdner Straße und nach hinten, Stützmauern, Einfriedung, gestalteter Garten unter anderem mit Steinvase und hölzerner Gartenlaube | Dresdner Straße 51 (Karte)      | 1882 (Wohnhaus); um 1900 (Einfriedung und Toreinfahrt)              | Bau an der Straße hofseitig Fachwerk (barockes Hofgebäude abgebrochen), Wohnhaus schlichter, historisierender Putzbau, baugeschichtlich, lokalgeschichtlich und städtebaulich von Bedeutung. Ehemals denkmalgeschützte Posthalterei und Ausspanne (Nr. 49, bezeichnet mit 1753) mit einem Bau an der Straße zwischen 2011 und 2014 abgerissen. | 09266369 |
|                | Ehemaliges Weingut, Wohnhaus mit doppelläufigem Treppenaufgang und Seitenflügel, Mauerumfriedung | Dresdner Straße 53 (Karte)      | Um 1700 (Weingut); bezeichnet mit 1852 (Weingut und Treppenaufgang) | Städtebaulich, landschaftsgestaltend und baugeschichtlich von Bedeutung, Weingut nahe dem Elbufer, der Seitenflügel mit barockem Laubengang zum Hof | 09265281 |
|                | Bauernhaus mit Stützmauern | Dresdner Straße 57 (Karte)      | 1. Hälfte 19. Jahrhundert                                           | Baugeschichtlich und landschaftsgestaltend von Bedeutung, Weinbauernhaus nahe dem Elbufer | 09266222 |
|                | Bauernhaus mit Anbau und Einfriedung (Stützmauer) | Dresdner Straße 62 (Karte)      | 1. Hälfte 19. Jahrhundert                                           | Baugeschichtlich und landschaftsgestaltend von Bedeutung, Weinbauernhaus mit späterer Erweiterung nahe dem Elbufer | 09266226 |
|                | Ehemaliges Bauernhaus | Dresdner Straße 64 (Karte)      | 1. Hälfte 19. Jahrhundert                                           | Geprägt von einem Umbau 1907 zum ländlichen Wohnhaus, baugeschichtlich und landschaftsgestaltend von Bedeutung, Weinbauernhaus nahe dem Elbufer | 09266227 |
|                | Wohnhaus in offener Bebauung | Dresdner Straße 65 (Karte)      | Ende 19. Jahrhundert                                                | Baugeschichtlich und landschaftsgestaltend von Bedeutung, Gründerzeithaus nahe dem Elbufer | 09265711 |
|                | Mietshaus in offener Bebauung, mit Stützmauer und Einfriedung | Dresdner Straße 67 (Karte)      | 1890er Jahre                                                        | Baugeschichtlich und landschaftsgestaltend von Bedeutung, Gründerzeithaus (Klinkerfassade) nahe dem Elbufer, Einfriedung mit schmiedeeisernem Zaun | 09266231 |
|                | Wohnhaus | Dresdner Straße 68 (Karte)      | 2. Hälfte 18. Jahrhundert                                           | Baugeschichtlich und landschaftsgestaltend von Bedeutung, eindrucksvolles Weinbergshaus nahe dem Elbufer | 09266230 |
|                | Weingut, Wohnhaus (mit zwei Hausnummern) | Dresdner Straße 70, 70a (Karte) | Mitte 19. Jahrhundert                                               | Baugeschichtlich und landschaftsgestaltend von Bedeutung, klassizistischer Bau nahe dem Elbufer | 09266229 |
|                | Weingut (später Gaststätte) mit Seitengebäuden | Dresdner Straße 71 (Karte)      | 1. Hälfte 19. Jahrhundert (Wappen bezeichnet mit 1695)              | Weingut nahe dem Elbufer, baugeschichtlich und landschaftsgestaltend von Bedeutung | 09266228 |
|                | Sachgesamtheit Deutschenboraer Weinberg | Dresdner Straße 72 (Karte)      | Vor 1748                                                            | Sachgesamtheit Deutschenboraer Weinberg mit folgenden Einzeldenkmalen: Herrenhaus eines Weingutes, Teehaus, Stele und Epitaph (siehe 09266232) sowie Park als Sachgesamtheitsteil; baugeschichtlich und landschaftsgestaltend von Bedeutung, Weingut nahe dem Elbufer, baugeschichtlich, ortsgeschichtlich und landschaftsgestaltend von Bedeutung. Das ehemalige Weingut besaß spätestens ab 1877 einen landschaftlichen Park, der sich südöstlich an das Herrenhaus anschloss. Zu dieser Zeit existierte auch bereits das Teehaus im Park. Um 1910 ging der Besitz an den Berliner Spirituosenfabrikanten Otto Reichel, der den Garten im Geschmack der Zeit in eine regelmäßige Anlage umgestalten ließ. Zu DDR-Zeiten wurde das Gut als Jugendclub genutzt, was einige Veränderungen mit sich brachte, die jedoch die Grundstruktur der Anlage unberührt ließen. Südöstlich des Herrenhauses befindet sich ein offener Gartenraum mit einem symmetrisch auf das Gebäude ausrichteten Wegesystem. Auf diesen Gartenraum wieder orientiert sich das nordöstlich angeordnete Teehaus, das wiederum symmetrisch von einem Berg-Ahorn-Paar und uralten Eiben-Gruppen umpflanzt ist. Südöstlicher Blickpunkt am Ende dieses Gartenraumes ist eine mächtige Blut-Buche. Im Osten des Gartens befinden sich ein rundes Wasserbecken sowie zwei Postamente aus Sandstein, die sich wiederum in einer gestalterischen Achse mit dem Teehaus befinden. Darüber hinaus ist wertvoller Altgehölzbestand erhalten geblieben, so u. a. mehrere Rot-Buchen, Linden und Rosskastanien, ein Berg-Ahorn sowie mehrere Eiben. Das Gutshaus bildet mit dem Park und dem Teehaus eine Einheit von Denkmalwert. | 09306809 |
|                | Herrenhaus eines Weingutes, Teehaus, Stele und Epitaph (Einzeldenkmale zu Sachgesamtheit 09306809) | Dresdner Straße 72 (Karte)      | Vor 1748                                                            | Einzeldenkmale der Sachgesamtheit Deutschenboraer Weinberg; Weingut nahe dem Elbufer, baugeschichtlich, ortsgeschichtlich und landschaftsgestaltend von Bedeutung | 09266232 |
| Weitere Bilder | Mietvilla mit Einfriedung | Hohe Straße 10 (Karte)          | Ende 19. Jahrhundert                                                | Städtebaulich und baugeschichtlich von Bedeutung, eine Gründerzeitvilla im Stil der deutschen Neurenaissance | 09266117 |
| Weitere Bilder | Wohnhaus in offener Bebauung, mit Einfriedung | Hohe Straße 13 (Karte)          | 1911 laut Auskunft                                                  | Städtebaulich und baugeschichtlich von Bedeutung, ein Bau im frühen Heimatstil, Wohnhaus des Malers Prof. Max Näther | 09269118 |
| Weitere Bilder | Villa mit Einfriedung und Nebengebäude | Hohe Straße 16 (Karte)          | Um 1900 (Villa), 1906 (Nebengebäude)                                | Städtebaulich und baugeschichtlich von Bedeutung, eine um 1900 errichtete Villa im Landhausstil mit Fachwerkelementen | 09269119 |
| Weitere Bilder | Wohnhaus in offener Bebauung, mit Einfriedung | Mittelberg 4 (Karte)            | 1930er Jahre                                                        | Baugeschichtlich von Bedeutung, ein Bau im Heimatstil | 09265775 |
|                | Mietvilla mit Einfriedung | Niederspaarer Straße 13 (Karte) | Um 1905                                                             | Baugeschichtlich von Bedeutung, Gestaltung mit Elementen von Historismus und Jugendstil (unter anderem verputztes Zierfachwerk) | 09269673 |
|                | Mietvilla | Niederspaarer Straße 15 (Karte) | Um 1905                                                             | Baugeschichtlich von Bedeutung, Gestaltung mit Elementen von Historismus (mit Zierfachwerk) und Jugendstil | 09300975 |
|                | Wohnhaus mit Einfriedung | Niederspaarer Straße 18 (Karte) | 1920er Jahre                                                        | Baugeschichtlich von Bedeutung, Holzhaus im Heimatstil | 09266123 |
|                | Wohnhaus | Rote Gasse 8, 8a (Karte)        | Um 1800                                                             | Sozial- und baugeschichtlich von Bedeutung, ein ländlicher Fachwerkbau | 09265787 |
|                | Wohnhaus eines ehemaligen Weingutes | Rote Gasse 13 (Karte)           | 18. Jahrhundert                                                     | Bau- und ortsgeschichtlich von Bedeutung, Zeugnis des jahrhundertealten Weinbaus in Meißen, das Weinberghaus war auch Sommerwohnung der bedeutenden Frauenrechtlerin Louise Otto-Peters | 09265786 |
|                | Weinbauernhaus und Nebengebäude sowie Einfriedungsmauer des Grundstücks | Rote Gasse 16 (Karte)           | 1. Hälfte 19. Jahrhundert                                           | Weinbauernhof von orts-, sozial- und baugeschichtlicher Bedeutung (verputzter Fachwerkbau) | 09265783 |
|                | Villa mit Einfriedung und Toreinfahrt | Rote Gasse 24 (Karte)           | Ende 19. Jahrhundert                                                | Baugeschichtlich von Bedeutung, ein Gründerzeitbau mit Türmchen und Giebeln | 09265782 |

## Tabellenlegende
- Bild: Bild des Kulturdenkmals, ggf. zusätzlich mit einem Link zu weiteren Fotos des Kulturdenkmals im Medienarchiv Wikimedia Commons. Wenn man auf das Kamerasymbol klickt, können Fotos zu Kulturdenkmalen aus dieser Liste hochgeladen werden:
- Bezeichnung: Denkmalgeschützte Objekte und ggf. Bauwerksname des Kulturdenkmals
- Lage: Straßenname und Hausnummer oder Flurstücknummer des Kulturdenkmals. Die Grundsortierung der Liste erfolgt nach dieser Adresse. Der Link (Karte) führt zu verschiedenen Kartendiensten mit der Position des Kulturdenkmals. Fehlt dieser Link, wurden die Koordinaten noch nicht eingetragen. Sind diese bekannt, können sie über ein Tool mit einer Kartenansicht einfach nachgetragen werden. In dieser Kartenansicht sind Kulturdenkmale ohne Koordinaten mit einem roten bzw. orangen Marker dargestellt und können durch Verschieben auf die richtige Position in der Karte mit Koordinaten versehen werden. Kulturdenkmale ohne Bild sind an einem blauen bzw. roten Marker erkennbar.
- Datierung: Baubeginn, Fertigstellung, Datum der Erstnennung oder grobe zeitliche Einordnung entsprechend des Eintrags in der sächsischen Denkmaldatenbank
- Beschreibung: Kurzcharakteristik des Kulturdenkmals entsprechend des Eintrags in der sächsischen Denkmaldatenbank, ggf. ergänzt durch die dort nur selten veröffentlichten Erfassungstexte oder zusätzliche Informationen
- ID: Vom Landesamt für Denkmalpflege Sachsen vergebene, das Kulturdenkmal eindeutig identifizierende Objekt-Nummer. Der Link führt zum PDF-Denkmaldokument des Landesamtes für Denkmalpflege Sachsen. Bei ehemaligen Kulturdenkmalen können die Objektnummern unbekannt sein und deshalb fehlen bzw. die Links von aus der Datenbank entfernten Objektnummern ins Leere führen. Ein ggf. vorhandenes Icon  führt zu den Angaben des Kulturdenkmals bei Wikidata.